# Uredopeltis dominicana
Uredopeltis dominicana är en svampart som först beskrevs av F. Kern, och fick sitt nu gällande namn av Buriticá & J.F. Hennen 1998. Uredopeltis dominicana ingår i släktet Uredopeltis och familjen Phakopsoraceae.   Inga underarter finns listade i Catalogue of Life.